# Йосип В. Шадек
Йо́сип В. Ша́дек (чеськ. Šadek, нар. 1815 — ?) — скрипаль, альтист, піаніст, композитор, капельмейстер, музичний педагог чеського походження, який викладав у музичних навчальних закладах Житомира і Києва.
Виступав у камерних концертах з Миколою Лисенком. Батько музиканта Йосипа Шадека (другого) і музиканта й медика Карла Шадека.

## Життєпис
З 1850 року викладав музику в Житомирській чоловічій гімназії, був організатором учнівських концертів. Відомо, що 1856 року, коли він працював у Житомирі, йому був 41 рік.
1858 року переїхав до Києва.
Викладав музику у приватному зразковому жіночому пансіоні Ганни Залесської (на правах гімназії), а також був учителем з теорії музики в Інституті шляхетних дівчат, першим учителем музики в музичних класах Київського відділення ІРМТ (1868).
Брав участь в концертах КВ ІРМТ як композитор, диригент та виконавець (скрипаль, альтист, піаніст).
Кілька років грав в оркестрі Київської опери.
Виступав у камерних ансамблях з М. В. Лисенком.

## Твори
- 1863 — увертюра з опери «Жанна д'Арк»

Деякі фортепіанні п'єси Й. В. Шадека були видані у Варшаві та Петербурзі.

## Родина
Сини: Йосип Шадек (другий) — скрипаль, альтист і піаніст і Карл Шадек, який грав на віолончелі, контрабасі і деякий час, будучи студентом медичного факультету Київського університету, співав у хорі під керівництвом М. В. Лисенка.
Під час роботи в Київському університеті Карл Шадек успішно займався наукою. Його ґрунтовні праці з дерматології і сифілідології видавались російською, польською, німецькою та іспанською мовами.
Відомо також, що Карл Шадек був членом музичної комісії при Літературно-артистичному товаристві, очолюваному М. В. Лисенком, до складу якого також входили Єлизавета Кульженко, Михайло Сікард, Казимир П'ятигорович, Микола Тутковський, Людмила Паращенко. 1905 року товариство було закрите царською поліцією.
Чеська родина Шадеків, завдяки опануванню різними інструментами, з'являлася перед слухачами в різних виконавських амплуа. В 1860-х — 1870-х роках вони виступали на багатьох камерних концертах в Києві. Серед творів, які були зіграні Шадеками у різні роки, — камерні п'єси Моцарта, Гуммеля, Мендельсона, Бетховена, Серве, Голенковського, Бюхнера, фортепіанні транскрипції Черні та ін.